# 제13회 영국 아카데미 영화상
제13회 영국 아카데미 영화상은 1959년의 최고의 영화를 기리기 위해 1960년에 열린 시상식이다.

## 수상

### 작품상
- 벤허 수상

### 알렉산더 코다 상
- 사파이어 - 배질 디어든 수상

### 칼 포먼 상
- 타이거 베이 - Hayley Mills 수상

### 남우주연상(영국)
- 아임 올 라이트 잭 - 피터 셀러스 수상

### 남우주연상(외국)
- 뜨거운 것이 좋아 - 잭 레먼 수상
- 재와 다이아몬드 - 지그뉴 시불스키 수상

### 여우주연상(영국)
- 파계 - 오드리 헵번 수상

### 여우주연상(외국)
- 애스크 애니 걸 - 셜리 맥클레인 수상

### 각본상(영국)
- 아임 올 라이트 잭 - 프랭크 하비 수상

### 외국어영화상
- 재와 다이아몬드 - 안제이 바이다 수상

### 단편애니메이션작품상
- THE VIOLINIST - 어니스트 핀토프 수상

### 단편영화작품상
- SEVEN CITIES OF ANTARCTICA 수상

### UN상
- 그날이 오면 - 스탠리 크레이머 수상

### 특별상
- THIS IS THE BBC - Richard Cawston 수상